# Amhyadesia madeirensis
Amhyadesia madeirensis is een mijtensoort uit de familie van de Hyadesiidae. De wetenschappelijke naam van de soort is voor het eerst geldig gepubliceerd in 1986 door Fain & Schuster.